# Euagra chica
Euagra chica là một loài bướm đêm thuộc phân họ Arctiinae, họ Erebidae.